# George Whitehorne
George Whitehorne (falecido em 1565) foi um cónego de Windsor de 1559 a 1565.

## Carreira
Ele foi nomeado:
- Cónego menor e sacerdote vigário da Capela de São Jorge, Castelo de Windsor 1541 - 1565
- Vigário de Ruislip até 1554, regressou 1559.

Ele foi nomeado para a sexta bancada na Capela de São Jorge, Castelo de Windsor em 1559 e manteve a canonaria até 1565.